# Socket 7
Socket 7 は、x86系CPU用ソケットの物理および電気的仕様の一つである。インテルのPentiumプロセッサやサイリックス、AMD等の互換品が用いる。許容システムクロックは50 - 83 MHz、CPU動作電圧は2.5V - 3.5V。

## 概要
このソケットの仕様に適合するCPUであれば、どんなものでもSocket 7適合のマザーボードに挿入することができる。Socket 7はそれ以前に用いられていたSocket 5の上位互換でもあり、Socket 5用のCPUをSocket 7に挿入することもでき、Socket 5で動作するCPUはBIOSさえ対応していればSocket 7でも動作する。
Socket 7にはSocket 5にないピンが二つあり、複数の電圧でCPUを動作させることができる（ただし、初期のSocket 7仕様のマザーボードは単一の電圧しかサポートしないものもあった）。Socket 5は、単一の動作電圧しかサポートせず、後に生まれたCPUに見られる、動作電圧を下げ、発熱と電力消費を抑えようという要請に合致しなかった。
Socket 7がサポートするCPUは例えば 2.5V - 3.5Vで動作する Pentium 75 - 233 MHzやAMD K5やAMD K6やAMD K6-2 200 - 333MHzやサイリックスの 6x86 (and MX) P120 - P233などである。

## 仕様
Socket 7はSPGAソケットであり、ごく稀には296ピンLIFを用い、37 x 37に配列することもあるが、通常は321ピンのZIFソケットを19 x 19の配列で用いる。
FSB 100MHz対応のAMD K6-2とK6-IIIプロセッサ用に Super Socket 7（Super 7とも）が設計された。これらのプロセッサはSocket 7より高いFSBで動作し、AGPを用いるので、このソケットが必要となった。Super Socket 7とSocket 7とは大体において互換であるが、マザーボードとCPUの両方がSuper Socket 7仕様である場合に限り、これらの新しい機能を活かせる。システムクロックは95-100MHz。
Socket 7はSocket 5からの互換性により、ゲタが発売された事や、バッファローやアイ・オー・データ機器などの周辺機器メーカーからゲタとCPUとCPUクーラーがセットになった「CPUアクセラレーター」や、インテルから「オーバードライブプロセッサ」が発売された事などにより、息の長い規格となった。しかし、Slot 1向けのCPUと比べると整数演算では勝ってはいたものの、浮動小数点演算は劣っているCPUが多かった。このためビジネス用途には強いものの、浮動小数点演算性能が要求されるゲームや動画再生などはやや苦手であった。
かつて発売されていたゲームの要件で、「Pentium II 300MHz以上」とうたわれていると同時に、「Socket 7系マシンでは、クロック数に関わらず動作保証対象外」と表記されているものがあるのはこのためである。
|          |                | マザーボード   | マザーボード | マザーボード |
| Socket 5 | Socket 7       | Super Socket 7 |              |              |
| -------- | -------------- | -------------- | ------------ | ------------ |
| C P U    | Socket 5       | Yes            | Yes          | Yes          |
| C P U    | Socket 7       | No             | Yes          | Yes          |
| C P U    | Super Socket 7 | No             | No           | Yes          |

## 採用製品
CPU
- Intel
  - Pentium 75 - 233 MHz[注 3]
- AMD
  - K5
  - K6
  - K6-2 200 - 333MHz[注 1]
- Cyrix
  - 6x86 P120–P233
  - 6x86MX P120–P233

チップセット
- Intel
  - 430 Chipset
- AMD
  - 640
- ALi
  - ALADDiN III, IV
- SiS
  - 5511, 5596, 5571, 5581, 5597, 5591
- VIA
  - Apollo VP, VPX, VP2, VP3
- OPTi
  - Vendetta